# Guaifenesina
La guaifenesina, chiamata anche glicerolo guaicolato è una molecola derivata dal propantriolo che viene utilizzata come farmaco per le proprietà fludificanti, espettoranti e antitussigene.

## Chimica
Si presenta come una polvere cristallina biancastra o quasi bianca, dal sapore amaro, inodore o con un leggero odore caratteristico. Il composto è moderatamente solubile in acqua, facilmente solubile in etanolo, in cloroformio, in glicerolo, in propilenglicole e in dimetilformammide (DMF). Poco solubile in etere. Il pH di una soluzione acquosa all'1% è compreso tra 5 e 7.

## Farmacodinamica
La guaifenesina è un espettorante. La molecola aumenta le secrezioni fluide del tratto respiratorio e conseguentemente riduce la viscosità dei secreti. Il composto, stimolando le secrezioni respiratorie, facilita il movimento ciliare che trasporta muco e secrezioni verso l'alto, in direzione della faringe.
Indirettamente viene anche facilitata l'efficienza del riflesso della tosse e quindi la rimozione delle secrezioni.

## Farmacocinetica
A seguito di somministrazione per via orale viene rapidamente assorbita a livello del tratto gastrointestinale. A distanza di circa 15 minuti dopo somministrazione orale di una dose singola di 600 mg si ottiene un picco plasmatico di circa 1,4 µg/mL. L'emivita plasmatica è di circa 1 ora e il volume di distribuzione di circa 1 L/kg. Il farmaco viene rapidamente metabolizzato mediante un processo di ossidazione ad acido b-(2-metossifenossi)lattico. Circa il 40% della dose somministrata è escreto nelle urine in forma di metaboliti durante le 3 ore seguenti la somministrazione.

## Usi clinici
La guaifenesina è indicata in tutte quelle condizioni nelle quali è utile l'effetto espettorante. 
Il farmaco entra a far parte di molte formulazioni ad azione decongestionante, antitosse e/o antiasmatiche: tutte condizioni e disturbi nei quali può essere utile una parallela attività fluidificante. In commercio esistono associazioni del farmaco con efedrina, pseudoefedrina, fenilefrina, fenilpropanolamina, teofillina, destrometorfano, codeina, bromexina e altre ancora.

### Fertilità femminile
Il farmaco è stato studiato per una presunta efficacia nel determinare una maggiore fertilità femminile, attraverso un miglioramento della fluidità e qualità del muco cervicale. Questo utilizzo è stato recentemente ritenuto privo di evidenze scientifiche.

### Fibromialgia
Il farmaco in passato è stato anche proposto come trattamento alternativo della fibromialgia, basandosi sull'osservazione che la guaifenesina sembra facilitare la rimozione di fosfato dall'organismo, promuovendone una aumentata escrezione urinaria. Il trattamento è stato proposto da un medico statunitense, il dr. Paul St. Amand, che lo ha difeso anche a fronte di critiche mosse da altri ricercatori.
 
Questo tipo di trattamento non è mai stato validato da alcuna agenzia del farmaco (FDA, EMA o altre) e in letteratura medica sono anche apparsi studi che dimostrano l'assenza degli effetti benefici attribuiti al farmaco.

### Medicina veterinaria
La guaifenesina in medicina veterinaria è usata nel cavallo sin dal 1949, in associazione ad anestetici generali, come miorilassante ad azione centrale. Questo farmaco ha trovato valido impiego anche nel trattamento dei sintomi clinici dell'avvelenamento da stricnina nel cane.
Nel cavallo, se utilizzata da sola, ha un effetto sedativo, ipnotico e analgesico. La via di somministrazione indicata è quella endovenosa, la sua durata d'azione è di 15-30 minuti e per indurre il coricamento sono necessari 160 mg/kg di guaifenesina.
 A dosi terapeutiche (80–160 mg/kg) non compaiono alterazioni della frequenza cardiaca e respiratoria. La guaifenesina riduce la quantità di anestetici necessari per l'intervento chirurgico. Se associata ai barbiturici, riduce i rischi di paralisi respiratoria dovuti all'iperdosaggio di anestetico. Inoltre, oltre ad avere un'induzione più rapida, il suo impiego garantisce un risveglio veloce e rapido minimizzando i traumi pre e post operatori.
Secondo uno studio del 2011 condotto su otto cavalli, la guaifenesina previene gli effetti avversi dell'induzione dell'anestesia con propofol. Il tempo di decubito è sicuramente più breve con l'adozione di un protocollo che preveda l'uso di guaifenesina, ciò diminuisce le lesioni da ipossiemia arteriosa. In Italia esiste in commercio una soluzione perfusionale sterile e apirogena di guaifenesina all'8% in sacca in PVC da 500 mL (Knock-out) per equidi non DPA. Una sacca è sufficiente, in somministrazione unica, per il coricamento di un cavallo di 500 kg.

## Effetti collaterali e indesiderati
In corso di trattamento con guaifenesina si possono verificare eventi avversi a carico del sistema gastrointestinale : dispepsia, nausea, vomito, dolore addominale, diarrea o costipazione.

Relativamente rari gli effetti da ipersensibilità: rash cutaneo, orticaria, angioedema, dermatite ed eczema. 
La guaifenesina sembra aumentare l'escrezione urinaria di acido urico, è quindi possibili che possa facilitare l'insorgenza di litiasi renale, in particolare in caso di uso prolungato. Questo disturbo può essere minimizzato mantenendo una buona idratazione e aumentando il pH delle urine.

La guaifenesina può dare esito falso positivo al test urinario dell'acido 5-idrossi-indolacetico e dell'acido vanillilmandelico.

## Controindicazioni
La guaifenesina è controindicata nei soggetti con ipersensibilità individuale accertata al principio attivo oppure a uno qualsiasi degli eccipienti utilizzati nella formulazione farmaceutica.

## Dosi terapeutiche
La guaifenesina viene somministrata per via orale, in genere sotto forma di compresse o sciroppo. 
Il dosaggio usuale nell'adulto e nel bambino di età superiore a 12 anni è pari a 200–400 mg ogni 4 ore. La dose massima giornaliera, che non deve essere superata, è pari a 2,4 g al giorno. Nei bambini di età compresa tra 6 e 12 anni il dosaggio raccomandato è di 100–200 mg ogni 4 ore (dose massima 1,2 g al giorno). 
Nei bambini di età compresa tra 2 e 6 anni il dosaggio consigliato si riduce ulteriormente ed è di 50–100 mg ogni 4 ore (non si devono superare i 600 mg al giorno). 
Il dosaggio nei bambini di età inferiore ai 2 anni deve essere personalizzato.

## Gravidanza e allattamento
Negli studi effettuati sugli animali la guaifenesina non è risultata né teratogena né embriotossica. Tuttavia è consigliato non somministrare il composto nel primo trimestre di gravidanza. Nel periodo successivo la guaifenesina può essere utilizzata dopo attenta valutazione dei benefici attesi per la madre rapportati ai rischi potenziali per il feto.